# Станос
Станос (грч. Στανός) је насељено место у општини Аристотел у периферији Средишња Македонија, Грчка. Према попису из 2021. године било је 908 становника.
Према бугарском географу и историчару, Василу Канчову, у Палеохорију је 1900. године живело 550 Грка.